# Cantó de Mordelles
El cantó de Mordelles (bretó Kanton Morzhell) és una divisió administrativa francesa situat al departament d'Ille i Vilaine a la regió de Bretanya.

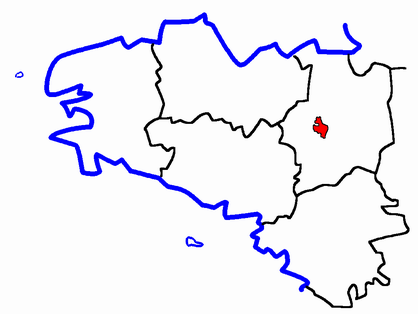
Situació del cantó

## Composició
El cantó aplega 6 comunes :
| Nom francès  | Nom bretó         | Població | km²   | Codi Postal | Codi INSEE |
| Chavagne     | Kavan             | 3.091    | 12,44 | 35310       | 35076      |
| Cintré       | Kentreg           | 1.467    | 8,24  | 35310       | 35080      |
| Le Rheu      | Reuz              | 5.733    | 18,89 | 35650       | 35240      |
| L'Hermitage  | Ar Peniti         | 3.093    | 6,74  | 35590       | 35131      |
| Mordelles    | Morzhell          | 5.901    | 29,84 | 35310       | 35196      |
| Saint-Gilles | Sant-Jili-Roazhon | 3.463    | 20,72 | 35590       | 35275      |
| Cantó        | Morzhell          | 22.748   | 96,87 | -           | 3524       |

## Evolució demogràfica
| 1962  | 1968  | 1975   | 1982   | 1990   | 1999   |
| ----- | ----- | ------ | ------ | ------ | ------ |
| 7.507 | 9.949 | 14.457 | 18.585 | 20.718 | 22.748 |

## Història
| Data d'elecció                           | Identitat          | Partit | Qualitat |
| ---------------------------------------- | ------------------ | ------ | -------- |
| 2001-2008                                | Christian Le Maout | PS     |          |
| 2008-                                    | Jean-Luc Chenut    | PS     |          |
| les dades anteriors no són pas conegudes |                    |        |          |
|                                          |                    |        |          |